# MICROPHONE PAGER
MICROPHONE PAGER（マイクロフォン・ペイジャー）は、1992年に結成された日本のヒップホップグループ。

日本語ラップの黎明期から活動しており、数多くのクラシックを残し、シーンに大きな影響を与えた。

## 来歴
- 1992年、MURO、TWIGY、P.H.FRON、MASAO、DJ GOでMICROPHONE PAGERを結成。マイクを使ってペイジャー（ポケベル）の様にメッセージを伝える事が名前の由来。その当時、お笑いのイメージが強かった"日本語ラップの改正”をすべく活動を行ってきた。
- 1994年6月、P.H.FRONが離脱。
- 1994年12月、MASAO、DJ GOも離脱し、5人のメンバーはMURO、TWIGYのみとなる。
- 1995年、1stアルバム『DON'T TURN OFF YOUR LIGHT』を発売。
- 1997年、ベストアルバム『MICROPHONE PAGER』が発売。
- 2008年、日本語ラップ“改正開始”を掲げ、復活。
- 2009年1月、アルバム『王道楽土』が発売。
- 2009年9月、『王道楽土』のリミックスアルバム『王道楽土 (改)』を発売。

## メンバー
- MURO　（MC）
- TWIGY　（MC）

### 元メンバー
- P.H.FRON　（MC）
- MASAO　（MC）
- DJ GO　（DJ）

## ディスコグラフィー

### アルバム
- 『DON'T TURN OFF YOUR LIGHT』　（1995年7月25日）
- 『王道楽土』　（2009年1月21日）
- 『王道楽土 （改）』　（2009年9月2日）

#### ベストアルバム
- 『MICROPHONE PAGER』　（1997年9月20日-再発）

### アナログ
- 「Rapperz Are Danger」 （1994年）
- 「Don't Turn Off Your Light」 （1994年）
- 「鬼哭啾啾」 （1997年）
- 「改正開始」 （1997年 -再発）
- 「Don't Forget To My Men」 （1997年 -再発）
- 「Street Life」 （1997年 -再発）
- 「病む街」 （1997年 -再発）

### 参加作品
- 「一方通行」 （V.A./カスタムCar Sound Trax Vol.2）
- 「改正開始」 （V.A./Real Time Compact Vol.1）
- 「改正開始（Phillies Mix）」 （V.A./Planet Rap）
- 「言い分」 （V.A./Omnibus #1 玄人はだし）
- 「Microphone Pager」 （V.A./Real Time Compact Vol.2）
- 「MIRRORBALL 2004」 （RELOAD/GORE-TEX）